# 大頭蚓鰻
大頭蚓鰻為輻鰭魚綱鰻鱺目蚓鰻科的其中一個種。

## 分布
本魚分布於西太平洋，包括南海及東海。

## 深度
水深3至25公尺。

## 特徵
本魚體長，圓柱形。齒圓錐狀，上下頷齒骨及鋤骨齒各1列。背鰭起點在鋼門上方之後，臀鰭之上方稍後；體長為體高的39.8倍，頭長的9.2倍；尾長為頭與軀幹的0.6倍；頭長為吻長的9.8倍；吻長為眼徑的2.9倍。吻短鈍，下頷稍長。尾端側扁。口裂約至眼之後緣。體長可達45公分。

## 生態
棲息在近海與河口區之泥質海底。尚未成熟個體多半時間多隱藏在砂中，成熟個體則有明顯的胸鰭，雄性個體的上頷與鋤骨齒甚至會退化，形態與體色也有稍微的差異。可由燈光捕捉。

## 經濟利用
無任何經濟利用價值。